# Hex (Skivvärlden)
Hex är en fiktiv maskin skapad av Terry Pratchett.

## Fakta
Hex finns på Osynliga Universitetet i Ankh-Morpork och hjälper där trollkarlarna att tänka. Delar av den byggdes av Grubblemus Stibbons och ett antal studenter på Universitetet, men vissa delar av den har helt enkelt dykt upp, som t.ex. när Adrian Rotrabbi skrivit in "Varför någonting alls?" och Hex svarat "För att allting. ????? Oändligt Domänfel +++++ Bota Filen +++++" och något som liknade ett trasigt paraply med påhängande sillar dykt upp, som lät "parp" var fjortonde minut. 
Den viktigaste delen består av en enorm myrfarm, en processor där myror åker upp och ner i en liten paternosterhiss och en glasrörslabyrint där myrorna springer runt, där man sedan lägger i bokstavsbrickor för att tvinga myrorna att ta andra vägar genom labyrinten, vilket gör att ett svar kommer ut i form av "ett antal klossar med ockulta symboler". Ofta svarar dock Hex bara "?????".

## Delar
- Myrfarm
- Månfasgenerator
- Regredialtidsklocka
- Glasrörslabyrint
- Hissprocessor